# Militära grader i Italiens flotta
Militära grader i Italiens flotta visar personalhierarkin i den italienska marinen.

## Gradbeteckningar
| Militär grad | Gradbeteckning på axelklaff | Gradbeteckning på underarm/överarm | Svensk motsvarighet                   | NATO-kod |
| --- | --------------------------- | ---------------------------------- | ------------------------------------- | -------- |
| Officerare |                             |                                    |                                       |          |
| Flaggmän |                             |                                    |                                       |          |
| ammiraglio Denna grad används endast då chefen för den italienska försvarsmakten tillhör flottan. |                             |                                    | Amiral                                | OF-10    |
| ammiraglio di squadra con incarichi speciali Denna grad är avsedd för chefen för den italienska marinen, generaldirektören för den italienska försvarsmakten, chefen för centrala medelhavets militärkommando och chefen för sydeuropeiska marinkommandot. |                             |                                    | Viceamiral med högre tjänsteställning | OF-9     |
| ammiraglio di squadra eller ammiraglio ispettore capo (vid marinens tekniska kårer) |                             |                                    | Viceamiral                            | OF-8     |
| ammiraglio di divisione eller ammiraglio ispettore (vid marinens tekniska kårer) |                             |                                    | Konteramiral                          | OF-7     |
| contrammiraglio |                             |                                    | Flottiljamiral                        | OF-6     |
| Regementsofficerare |                             |                                    |                                       |          |
| capitano di vascello |                             |                                    | Kommendör                             | OF-5     |
| capitano di fregata |                             |                                    | Kommendörkapten                       | OF-4     |
| capitano di corvetta |                             |                                    | Örlogskapten                          | OF-3     |
| Kompaniofficerare |                             |                                    |                                       |          |
| primo tenente di vascello |                             |                                    | Kapten                                | OF-2     |
| tenente di vascello |                             |                                    | Kapten                                | OF-2     |
| sottotenente di vascello |                             |                                    | Löjtnant                              | OF-1     |
| guardiamarina |                             |                                    | Fänrik                                | OF-1     |
| aspirante guardiamarina |                             |                                    | Flaggkadett                           | OF-D     |
| Specialistofficerare |                             |                                    |                                       |          |
| primo maresciallo luogotenente |                             |                                    | Flottiljförvaltare                    | OR-9     |
| primo maresciallo |                             |                                    | Flottiljförvaltare                    | OR-9     |
| capo di prima classe |                             |                                    | Flottiljförvaltare                    | OR-9     |
| capo di seconda classe |                             |                                    | Förvaltare                            | OR-8     |
| capo di terza classe |                             |                                    | Förvaltare                            | OR-8     |
| Gruppchefer och troppchefer |                             |                                    | Förvaltare                            |          |
| secondo capo scelto | —                           |                                    | Flaggstyrman                          | OR-7     |
| secondo capo | —                           |                                    | Förste styrman                        | OR-6     |
| sergente | —                           |                                    | Sergeant                              | OR-5     |
| Sjömän |                             |                                    |                                       |          |
| sottocapo di prima classe scelto | —                           |                                    | Korpral                               | OR-4     |
| sottocapo di prima classe | —                           |                                    | Korpral                               | OR-4     |
| sottocapo di seconda classe | —                           |                                    | Korpral                               | OR-4     |
| sottocapo di terza classe | —                           |                                    | Korpral                               | OR-4     |
| sottocapo | —                           |                                    | Vicekorpral                           | OR-3     |
| comune di prima classe | —                           |                                    | Sjöman 1kl                            | OR-2     |
| comune di seconda classe | —                           | saknar gradbeteckning              | Sjöman                                | OR-1     |

## Facktecken
Officerare bär facktecken i form av en färgad matta under gradbeteckningen.

Sjöofficerskåren (svart)
Marintygkåren (brun)
Mariningenjörskåren (högröd)
Marinintendentur- kåren (röd)
Medicinalofficer - läkare (blå)
Medicinalofficer - farmeceut (grön)
Italiens kustbevakning (grågrön)
Militär själavårdspersonal (violett)